# Municipio de Curlew
El municipio de Curlew (en inglés: Curlew Township) es un municipio ubicado en el condado de Tripp en el estado estadounidense de Dakota del Sur. En el año 2010 tenía una población de 44 habitantes y una densidad poblacional de 0,43 personas por km².

## Geografía
El municipio de Curlew se encuentra ubicado en las coordenadas 43°32′47″N 100°9′27″O / 43.54639, -100.15750. Según la Oficina del Censo de los Estados Unidos, el municipio tiene una superficie total de 101.83 km², de la cual 101,74 km² corresponden a tierra firme y (0,09 %) 0,09 km² es agua.

## Demografía
Según el censo de 2010, había 44 personas residiendo en el municipio de Curlew. La densidad de población era de 0,43 hab./km². De los 44 habitantes, el municipio de Curlew estaba compuesto por el 90,91 % blancos, el 2,27 % eran amerindios y el 6,82 % eran de una mezcla de razas. Del total de la población el 0 % eran hispanos o latinos de cualquier raza.